# カマキリ女
『カマキリ女』（カマキリおんな）は、千之ナイフによる日本の短編漫画作品、およびその作品集のタイトル。

## 収録作品

### カマキリ女
『月刊ホラーM』1998年6月号掲載。この作品は都市伝説『口裂け女』が基になっており、「口裂け女の趣味などを勝手にプロファイルした上で、マリリン・マンソンをデフォルメさせたカマキリ女を作り上げた」と作者が語っている。
あらすじ
いじめられっ子千秋が不良に罪を着せられ、先生にとがめられた。その先生が殺されたと聞いたあと、千秋は不気味な人形をあやす女を見かけた。
千秋の弟勇介によると、その女はカマキリ女といい、狙われたら彼女の手にしている鎌で首を切られて彼女の操り人形にされるとのこと。
その翌日、鈴ヶ森マリ子と名乗る不気味な女教師が転任してきた。生徒に字の汚さを指摘された彼女は再教育が必要だと睨みつける。
千秋を陥れた人々や、マリ子の素性を疑った教頭がカマキリ女に殺されていったそのころ、千秋はある空き家に入る。襲ってきた人形についていた仮面を取ると、殺された先生の首が人形についていたのだった。そこをカマキリ女に見つかるが、千秋は彼女を大きな木片で刺して逃げた。
しばらくして、勇介から自分のクラスに巣鴨と名乗る不気味な女が転任してきたことを知らされた。

### コアラが見ている
『月刊ホラーM』1999年10月号掲載。
千之の妻がコアラに対して否定的な意見を言ったことをヒントにした作品。
あらすじ
ある日由香利の家に差出人不明のコアラのぬいぐるみが届く。友人の宮麻に相談して預けてもらったところ、その宮麻が何者かにめった刺しにされる。病院の廊下にいると、コアラと名乗る者から電話がかかってきて、由香利の自宅の前にコアラのぬいぐるみがあった。拾い上げるとコアラの目のあたりに人間の目があるように見えた。
ファミレスでアルバイトをしている友人の彩美に相談したところ、彩美が先輩から「コアラというあだ名の男子生徒が、好きな子にコアラのぬいぐるみを送っては捨てられているうちに自殺してしまった」といううわさを聞いたことを聞く。
由香利が途方に暮れていたところに、コアラが尊大な態度で"至高の愛"を求めてきた。由香利がそれを拒絶すると、コアラの口から金づちを持った人間の腕が出てきて、ガラスをたたき割った。首を絞められそうになった由香利はハサミでコアラをめった刺しにした。ショックを受けたコアラはベランダから飛び降りたが、落ちた地点は血が飛び散ってはいたものの、コアラのぬいぐるみは空っぽだった。

### 善田家の地獄
『月刊ホラーM』1999年6月号掲載
あらすじ
舞の家の隣の空き家に善田という妙な一家が越してきた。
舞の隣のクラスに入ってきた長男・善田良介は転校早々同級生の飛野と森にいじめられた。その日の午後、いじめた2人は、100万円の賞金が当たったということで妙な柄のワゴン車に乗せられたまま、善田家まで乗せられた。2人は鬼の格好をした善田一家（ただし、祖父は閻魔大王の格好をしている）に裁かれた。その日を境に、舞の住む町で失踪者が出るようになった。
ある日、善田家の庭にワゴン車が止まっているのを見かけた舞は善田一家の裁きをのぞき見たということで裁かれた。しかし、彼女は何とか地上へ出た。

### 地獄のガチャガチャ
『月刊ホラーM』M1998年6月号掲載
あらすじ
両親の不仲に悩む小学生月島麻美は、友人である男子児童滝山のうわさを基に、滝山と友人の石田と共に地獄のガチャガチャを見つけてしまった。
試しに買ってみると、カプセルは通常のガチャガチャのカプセルと異なる形状をしていたため、石で割ることにした。中には、何かの生き物の腕が入っていた。
ガチャガチャの中身全部を買ったところ、中身はすべてばらばらになった生き物のパーツだった。くっつけられるのでくっつけてみると、羽根の生えた、不気味なキューピー人形のようなものだった。
「6年生の牛山に金を巻き上げられて困っている（石田）」、「根津先生が毎日難しいテストを出す（滝山）」、「両親の不仲を直したい（月島）」と3人が願いを言った後、その人形の姿はなかった。
牛山が人形に襲われて入院したという知らせを聞いた後、ガチャガチャはどこにもなかった。
根津が襲われた後、月島家にその人形は現れた。

### 水が誘う
『オール怪談』第11号（1999年に蒼馬社より出版）掲載
あらすじ

### 蛇童子
『ホラーウーピー』1998年8月号掲載。
江戸川乱歩生誕100年ということで、導入部を乱歩風にしているが、聞き手の男は金田一耕助に似てしまったと、文庫版『カマキリ女』で千之は語っている。
あらすじ
一人の女性が布に包まれたものを持って電車に乗っていた。
向かいに座った男が事情を聴くと、女は包まれたものの中身について語りだした。
女は、かつてある金持ち一家に、借金のかたとしてメイドだった。その家の者たちはメイドたちをいじめるだけでなく、退屈しのぎに会社をつぶしたり、銀行を裏から手を回して倒産させたり、嫌な相手の故郷に大きなダムを作ったりと悪徳の限りをつくしていた。
あるとき、女が紅茶を運んでいると、「蛇童子のおかげで、かつてしがない古物商だったこの家は繁盛した。」という会話を聞く。皆が紅茶を飲み終わってその場を去った後、女が金庫を開けて蛇童子を少し見た際、うっかり落としてしまうが、ケースは無傷なのに蛇童子だけがいなくなっていた。
その夜「蛇童子が外へ出たら今までの悪行の付けが自分たちに回ってくる」と大騒ぎになり、女を調べにきたその家の息子である潤之介は女を犯そうとしたが、蛇童子に突き落とされたのを皮切りに、その一家の人間は、蛇童子によって皆殺しにされた。
一通り話し終えた女は、男に中身を見せようとするが、容器が空だった。作り話だと笑う男の背後で何者かの目が光るところで、物語は終わる。

## 書籍情報
単行本
文庫本
ぶんか社ホラーMコミックス文庫より出版：ISBN 4-8211-8291-2
文庫版『カマキリ女』には、『迷宮サーカス』の単行本に収録されていた、『コロシアム』、『霊人形』、『妖虫』が収録されている。
電子書籍
文庫版『カマキリ女』収録作のうち、「コアラが見ている」「善田家の地獄」「地獄のガチャガチャ」が、Kindle向け電子書籍「ホラーシアター」Vol.1に収録された。